# Shannon McCurley
Shannon McCurley, née le 26 avril 1992 à Traralgon (Australie), est une coureuse cycliste irlandaise, d'origine australienne. Spécialiste de la piste, elle est la première coureuse irlandaise à participer à une épreuve de cyclisme sur piste aux Jeux olympiques, en 2016.

## Biographie
Shannon McCurley est née en Australie. Son père est originaire de Belfast (Irlande du Nord) et sa mère de Dublin (Irlande). Elle avait donc la possibilité de faire du sport pour l'un de ces trois pays. Elle se rend en Irlande pour la première fois en 2012. 
Elle commence sa carrière sportive avec la course à pied, mais passe au cyclisme après quelques blessures et un bref essai de triathlon. Insatisfaite du soutien de la Fédération australienne de cyclisme, elle décide en 2010 de courir pour l'Irlande, pays de naissance de ses parents. Au début, elle se spécialise sur les courses scratch sur la piste. La discipline n'étant pas olympique, elle décide de se tourner vers le keirin, passant d'une discipline d'endurance à une de vitesse. Elle continue à s'entraîner à Melbourne en Australie. Son entraîneur est l'ancien cycliste et champion australien sur route John Beasley. C'est seulement en été, qu'elle s'entraîne avec l'équipe nationale irlandaise.
Elle remporte la médaille de bronze du scratch aux championnats d'Europe espoirs 2011.
Pendant deux ans, elle parcourt des courses de catégorie 1 en Europe, en Australie et en Asie pour gagner des points en vue de la qualification olympique. Elle subit plusieurs accidents pendant des entrainements, dont un où elle est laissée pour morte sur le bord de la route. Elle a également subit une appendicectomie trois semaines avant les mondiaux 2016. Malgré sa malchance, elle parvient à se qualifier pour les Jeux olympiques de Rio de Janeiro, où elle devient la première cycliste sur piste irlandaise à prendre part aux Jeux. Elle se fait éliminer aux repêchages du 1er tour du keirin et se classe finalement 21e.
En 2019, elle gagne la médaille d'argent du championnat d'Europe du scratch, sa première médaille chez les élites.

## Palmarès sur piste

### Jeux olympiques
- Rio de Janeiro 2016
  - 21e du keirin

### Championnats du monde
| Édition / Épreuve | Keirin | Scratch | Américaine | Omnium |
| Melbourne 2012    |        | 12e     |            |        |
| Londres 2016      | 21e    |         |            |        |
| Hong Kong 2017    | 24e    |         |            |        |
| Pruszkow 2019     |        |         | 9e         | 12e    |

### Championnats d'Europe
| Édition / Épreuve              | 500 mètres | Keirin | Scratch | Élimination |
| Anadia 2011 (espoirs)          | 9e         | 7e     | Bronze  |             |
| Baie-Mahault 2014              |            |        | 7e      |             |
| Saint-Quentin-en-Yvelines 2016 |            | 10e    |         |             |
| Glasgow 2018                   |            |        | 8e      | 7e          |
| Apeldoorn 2019                 |            |        | Argent  |             |

## Palmarès sur route
- 2018
  - 2e et 3e étapes du Tour du Gippsland